# Chagford
Chagford è un paese di 1 470 abitanti della contea del Devon, in Inghilterra, situata nei pressi del fiume Teign e a circa 6 km a ovest di Moretonhampstead.

## Storia
Il nome Chagford deriva dalle parola chag, che significa ginestra, e il suffisso ford, ossia guado, indicando la sua importanza come luogo di passaggio sul fiume Teign.
 
Resti archeologici confermano che la comunità esiste da almeno 4000 anni. Nell'antichità, Chagford era cresciuta grazie al commercio della lana e alle miniere di stagno presenti nella zona. Nella città sopravvisse un fiorente mercato del bestiame fino al 1980.

## Amministrazione

### Gemellaggi
- Bretteville-sur-Laize, Francia

## Luoghi di interesse

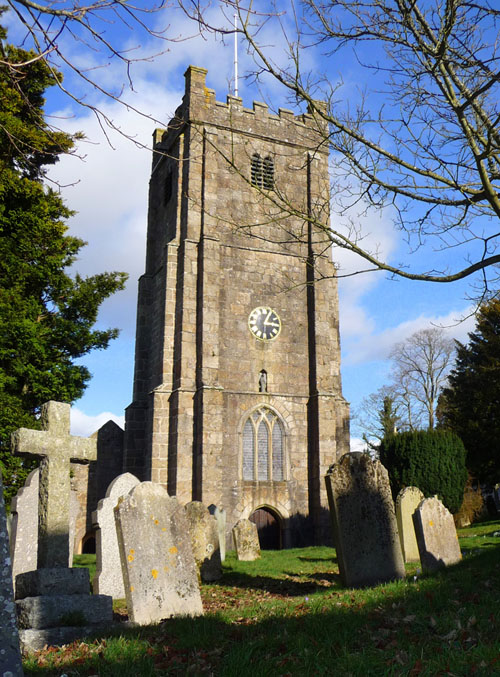
La chiesa di Chagford
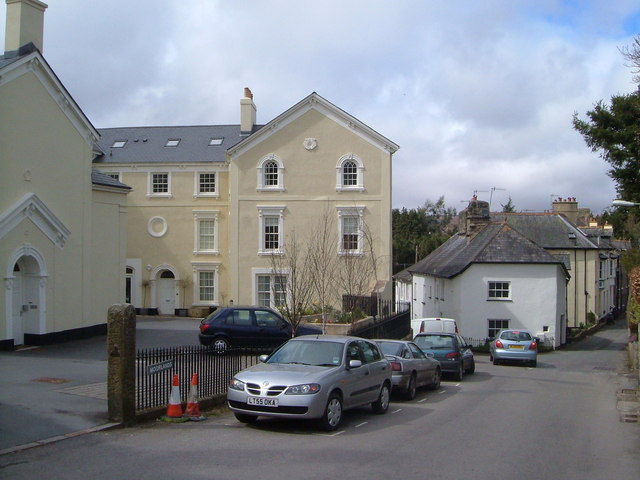
Edificio convertito da mulino in albergo, ed ora diviso in appartamenti.
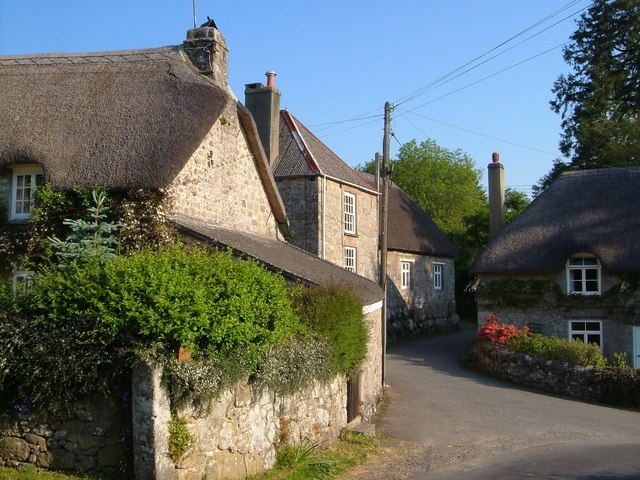
Il vicino villaggio di Thorn
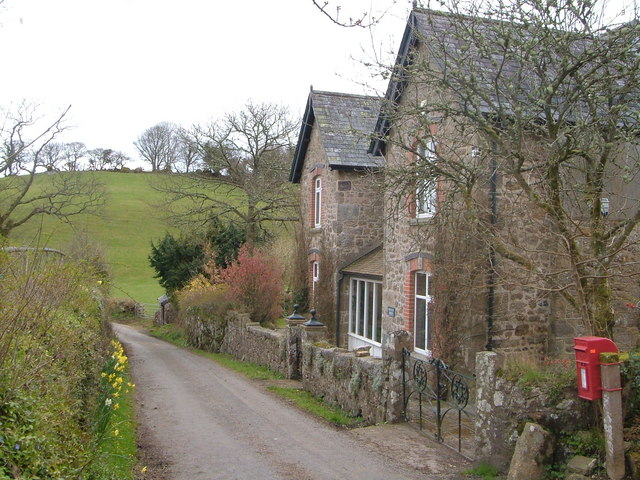
Tipica costruzione del Devon
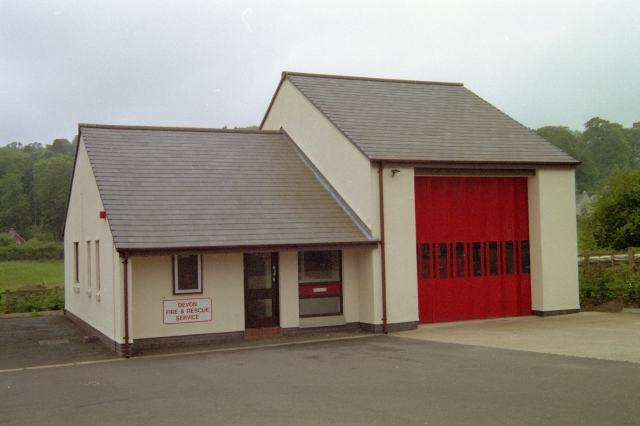
Stazione dei pompieri
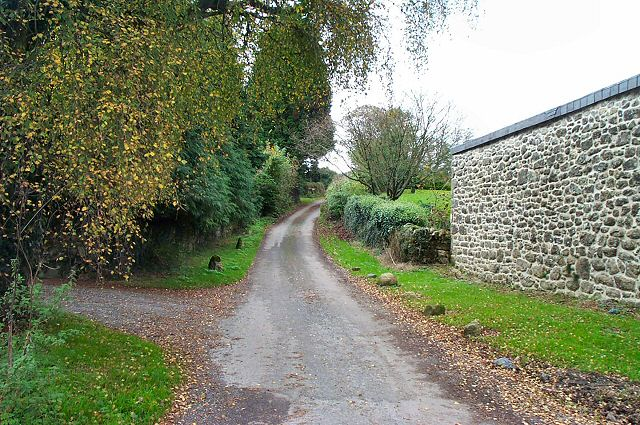
La strada che costeggia una fattoria